# Šestak Brdo
Šestak Brdo is een plaats in de gemeente Pokupsko in de Kroatische provincie Zagreb. De plaats telt 89 inwoners (2001).